# Greater Taung
Greater Taung es un municipio local sudafricano situado en el distrito de Dr Ruth Segomotsi Mompati, en la provincia de Noroeste.

## Superficie
Greater Taung tiene una superficie de 5637 km².

## Demografía
En 2022, tenía 202 009 habitantes, una densidad poblacional de 35,84 hab./km², y 53 551 viviendas.